# Funiculì Funiculà
Funiculì Funiculà is wellicht het bekendste Napolitaanse volkslied.
Het lied werd geschreven in 1880 door Peppino Turco (tekst) en Luigi Denza (muziek) ter gelegenheid van het feest van Piedigrotta, op 8 september van dat jaar. Sinds de jaren dertig van de 19e eeuw werd op dit festival een schrijfwedstrijd voor Napolitaanse liederen gehouden. Turco en Denza schreven dit lied voor de grap in Napolitaans dialect naar aanleiding van de opening van de eerste kabelspoorweg (funicolare) op de Vesuvius op 6 mei 1880, die de toeristen naar de krater van de vulkaan bracht. Het lied won de wedstrijd op het festival en wordt sindsdien beschouwd als het lied dat aan het begin stond van de bloei van de Napolitaanse liedtraditie.
Vele Italiaanse zangers hebben het nummer intussen op hun repertoire staan, onder wie Luciano Pavarotti.
|  |                                                          |
|  | Funiculì Funiculà, Francesco Daddi, 1906 (download·info) |

## Tekst
Aissera, Nanninè, me ne sagliette,

tu saie addò? Tu saie addò? 

Addò sto core ngrato chiù dispiette 

farme non pò... farme non pò 

Addò llo fuoco coce, ma si fuie 

te lassa stà, te lassa stà, 

E non te corre appriesso, non te struje 

sulo a guardà. Sulo a guardà!

Jammo, jammo, ncoppa jammo, ja 

Jammo, jammo, ncoppa jammo, ja 

Funiculì, funiculà, funiculì, funiculà, 

ncoppa jammo ja, funiculì, funiculà. 

Nè jammo dalla terra a la montagna 

no passo nc'è, no passo nc'è. 

Se vede Francia, Procida, la Spagna 

e io veco a te, e io veco a te. 

Tirate co lli fune nnitto, nfatto 

'ncielo se va, 'ncielo se va. 

Se va comm'a llo viento, à l'antrasatto 

Gué, saglie sà! Gué, saglie sà! 

Jammo, jammo, ncoppa jammo, ja ... 

Se n'è sagliuta, oie Nè, se n'è sagliuta 

la capa già. La capa già. 

È ghiuta, pò è tornata, e pò è venuta, 

stà sempre ccà! Sta sempre ccà! 

La capa vota vota attuorno attuorno, 

attuorno a te. Attuorno a te. 

Llo core canta sempe no taluorno 

sposammo, oie Nè! Sposammo, oie Nè! 

Jammo, jammo, ncoppa jammo, ja ...

## Varianten in de klassieke muziek
Richard Strauss nam het melodietje van "Funiculì, Funiculà" op in zijn symfonisch gedicht "Aus Italien"; hij vermoedde dat het een originele Italiaanse volksmelodie was. Toen Luigi Denza dit ontdekte, ging hij naar de rechter en klaagde Strauss aan voor plagiaat en eiste royalty's; Denza won dit. Ook de Italiaanse componist Alfredo Casella nam de melodie op in zijn orkestwerk "Italia". Rimski-Korsakov en Schönberg maakten bewerkingen van dit lied.
Cornettist Herman Bellstedt gebruikte het als de basis voor een themalied genaamd Napoli; een transcriptie voor eufonium is ook populair met veel artiesten. De modernistische componist Arnold Schönberg maakte hier in 1921 een versie voor ensemble van.

## Varianten in de populaire muziek
In de Jordaan in Amsterdam werd een variant bekend waarin zowel de Jordanese liefde voor het Napolitaanse lied als voor jenever tot uitdrukking kwam. Het woord jajem is Bargoens voor 'jenever'.

Jajem, jajem, jajem moet er zijn.
Jajem, jajem, jajem moet er zijn.
We nemen er een, we nemen er twee, we nemen er drie, we nemen er vier.
En als er dan geen jajem is dan drinken we maar bier.
Er is ook een Vlaamse versie van het lied bekend: deze heet Het pijpken en het glasken bier ('Het pijpje en het glaasje bier'). Net zoals de Jordanese variant gaat dit lied over de geneugten van alcohol drinken ('Leve 't schuimend Vlaamse bier'), maar ook over de geneugten van het roken van een pijp. De oudst bekende versie van dit lied komt uit een liedbundel uit 1930.
In 1933 publiceerden Arthur Fields en Fred Hall een contrafact van het lied genaamd My High Silk Hat. Deze versie gaat over een vrouw die in de metro op de hoed van de ik-persoon is gaan zitten. Deze versie werd meerdere keren gepubliceerd, onder andere in het Gilwell Camp Fire Book uit 1957, een liedbundel die bij de Amerikaanse tak van scouting werd gebruikt.
Op het album For Swingin' Livers Only! van Allan Sherman uit 1964 staat de parodie America's a Nice Italian Name. Ook door Nederlandse artiesten is de melodie regelmatig gebruikt: zo gebruikten de Gebroeders Ko de melodie voor hun lied Duiken in de zee in 2008 en gebruikte carnavalsartiest Lamme Frans de melodie voor zijn nummer Handjes handjes bloemetjesgordijn uit 2020.
Het nummer is ook een aantal keer gebruikt in videogames. Zo is het nummer in 2004 gebruikt in de videogame voor de film Spider-Man 2 van Activision. In zowel de film als het spel heeft Peter Parker een baan als pizzakoerier. In het spel moet de speler op verschillende plaatsen pizza bezorgen in New York, waarbij Funiculì, Funiculà wordt gebruikt als achtergrondmuziek. Ook de game Earthworm Jim 2 heeft meerdere bonuslevels waarbij het liedje in de achtergrond speelt.